# Record di atletica leggera al Festival olimpico estivo della gioventù europea
I record di atletica leggera al Festival olimpico estivo della gioventù europea rappresentano le migliori prestazioni di atletica leggera stabilite nell'ambito del Festival olimpico della gioventù europea.

## Maschili
| 100 m                          | 10.44 | Ylann Bizasene                                                | Francia            | 24 luglio 2023    | XVII                       | Maribor      |        |                 |         |
| 200 m                          | 20.98 | Ramil Guliyev                                                 | Azerbaigian        | Luglio 2007       | IX                         | Belgrado     |        |                 |         |
| 400 m                          | 46.93 | Clovis Asong                                                  | Gran Bretagna      | Luglio 2011       | XI                         | Trebisonda   |        |                 |         |
| 800 m                          | 1:49.37 | Gert-Jan Liefers                                              | Paesi Bassi        | Luglio 1995       | III                        | Bath         |        |                 |         |
| 1500 m                         | 3:50.97 | Reyes Estévez                                                 | Spagna             | Luglio 1993       | II                         | Valkenswaard |        |                 |         |
| 3000 m                         | 8:20.69 | Francisco Javier Alves                                        | Spagna             | Luglio 1997       | IV                         | Lisbona      |        |                 |         |
| 110 m ostacoli (91.4 cm)       | 13.44 | Matyas Zach                                                   | Rep. Ceca          | 25 luglio 2023    | XVII                       | Maribor      |        |                 |         |
| 400 m ostacoli (84.0 cm)       | 51.09 | Stef Vanhaeren                                                | Belgio             | Luglio 2009       | X                          | Tampere      |        |                 |         |
| 2000 m siepi                   | 5:42.22 | Antonio Alvares                                               | Spagna             | Luglio 1993       | II                         | Valkenswaard |        |                 |         |
| Salto in alto                  | 2.21 m | Daniil Cyplakov                                               | Russia             | Luglio 2009       | X                          | Tampere      |        |                 |         |
| Salto in alto                  | 2.21 m | Attila Zsivoczky                                              | Ungheria           | Luglio 1993       | II                         | Valkenswaard |        |                 |         |
| Salto con l'asta               | 5.31 m | Robert Renner                                                 | Slovenia           | Luglio 2011       | XI                         | Trebisonda   |        |                 |         |
| Salto in lungo                 | 7.56 m | Yassin Guellet                                                | Belgio             | Luglio 1991       | I                          | Bruxelles    |        |                 |         |
| Salto triplo                   | 15.56 m | Anvar Zeynalzade                                              | Azerbaigian        | Luglio 2007       | IX                         | Belgrado     |        |                 |         |
| Getto del peso (5 kg)          | 21.41 m | Konrad Bukowiecki                                             | Polonia            | Luglio 2013       | XII                        | Utrecht      |        |                 |         |
| Lancio del disco (1.5 kg)      | 72.31 m | Mykyta Nesterenko                                             | Ucraina (bandiera) | Luglio 2007       | IX                         | Belgrado     |        |                 |         |
| Lancio del martello (5 kg)     | 84.41 m | Bence Pásztor                                                 | Ungheria           | Luglio 2011       | XI                         | Trebisonda   |        |                 |         |
| Lancio del giavellotto (700 g) | 83.42 m | Jurij Kušniruk                                                | Ucraina            | Luglio 2011       | XI                         | Trebisonda   |        |                 |         |
| Decathlon                      | 7761 pts | Sander Skotheim                                               | Norvegia           | 22–23 luglio 2019 | XV                         | Baku         | [ 1 ]  |                 |         |
| Decathlon                      | \| 100 m (v.) \| Lungo (v.) \| Peso \| Alto \| 400 m \| 110 m hs (v.) \| Disco \| Asta \| Giavellotto \| 1500 m \| \| ---------------- \| ----------------- \| -------------- \| ------ \| ----- \| -------------------------- \| ------- \| ------ \| --------------- \| ------- \| \| 11"46 (+1,4 m/s) \| 6,95 m (+1,3 m/s) \| 14,96 m (5 kg) \| 2,00 m \| 50"56 \| 14"50 (+2,6 m/s) (91,4 cm) \| 47,98 m \| 4,20 m \| 62,10 m (700 g) \| 4'46"76 \| |                                                               |                    |                   |                            |              |        |                 |         |
| Marcia 10000 m (pista)         | 45:15.74 | Gabriele Gamba                                                | Italia             | 22 luglio 2019    | XV                         | Baku         | [ 2 ]  |                 |         |
| 4×100 m                        | 40.68 | ?                                                             | Gran Bretagna      | Luglio 1995       | III                        | Bath         |        |                 |         |
| Staffetta svedese              | 1:53.39 | Mateusz Górny Oliwer Wdowik Wiktor Gruzd Patryk Grzegorzewicz | Polonia            | 27 luglio 2019    | XV                         | Baku         | [ 3 ]  |                 |         |
| 100 m (v.)                     | Lungo (v.) | Peso                                                          | Alto               | 400 m             | 110 m hs (v.)              | Disco        | Asta   | Giavellotto     | 1500 m  |
| 11"46 (+1,4 m/s)               | 6,95 m (+1,3 m/s) | 14,96 m (5 kg)                                                | 2,00 m             | 50"56             | 14"50 (+2,6 m/s) (91,4 cm) | 47,98 m      | 4,20 m | 62,10 m (700 g) | 4'46"76 |

## Femminili
| Specialità                     | Prestazione | Atleta                                                                       | Nazione            | Data              | Evento          | Luogo              | Note   |
| ------------------------------ | --- | ---------------------------------------------------------------------------- | ------------------ | ----------------- | --------------- | ------------------ | ------ |
| 100 m                          | 11.68 | Ėl'za Vil'danova                                                             | Russia             | Luglio 2007       | IX              | Belgrado           |        |
| 200 m                          | 23.64 | Ekaterina Ren'žina                                                           | Russia             | Luglio 2011       | XI              | Trebisonda         |        |
| 400 m                          | 52.79 | Magdalena Nedelecu                                                           | Romania            | Luglio 1991       | I               | Bruxelles          |        |
| 800 m                          | 2:05.26 | Olena Sidors'ka                                                              | Ucraina            | Luglio 2011       | XI              | Trebisonda         |        |
| 1500 m                         | 4:15.46 | Ciara Mageean                                                                | Irlanda (bandiera) | Luglio 2009       | X               | Tampere            |        |
| 3000 m                         | 9:17.90 | Amela Terzic                                                                 | Serbia             | Luglio 2009       | X               | Tampere            |        |
| 100 m ostacoli (76.2 cm)       | 13.23 | Nooralotta Neziri                                                            | Finlandia          | Luglio 2009       | X               | Tampere            |        |
| 400 m ostacoli (76.2 cm)       | 57.74 | Viivi Lehikoinen                                                             | Finlandia          | 30 luglio 2015    | XIII            | Tbilisi            | [ 4 ]  |
| 2000 m siepi                   | 6:39.02 | Blanka Dörfel                                                                | Germania           | 25 luglio 2019    | XV              | Baku               | [ 5 ]  |
| Salto in alto                  | 1.89 m | Svetlana Lapina                                                              | Russia             | Luglio 1995       | III             | Bath               |        |
| Salto in alto                  | 1.89 m | Jaroslava Mahučich                                                           | Ucraina            | 29 luglio 2017    | XIV             | Győr               | [ 6 ]  |
| Salto con l'asta               | 4.20 m | Elizaveta Bondarenko                                                         | Russia             | 1º agosto 2015    | XIII            | Tbilisi            | [ 7 ]  |
| Salto in lungo                 | 6.43 m | Dar'ja Klišina                                                               | Russia             | Luglio 2007       | IX              | Belgrado           |        |
| Salto triplo                   | 13.47 m | Kaire Leibak                                                                 | Estonia            | Luglio 2005       | VIII            | Lignano Sabbiadoro |        |
| Getto del peso (4 kg)          | 15.95 m | Melissa Boekelman                                                            | Paesi Bassi        | Luglio 2005       | VIII            | Lignano Sabbiadoro |        |
| Lancio del disco (1 kg)        | 55.37 m | Violetta Ignat'eva                                                           | Russia             | 24 luglio 2019    | XV              | Baku               | [ 8 ]  |
| Lancio del martello (3 kg)     | 72.35 m | Silja Kosonen                                                                | Finlandia          | 25 luglio 2019    | XV              | Baku               | [ 9 ]  |
| Lancio del giavellotto (500 g) | 60.48 m | Vita Barbic                                                                  | Croazia            | 28 luglio 2023    | XVII            | Maribor            |        |
| Lancio del giavellotto (600 g) | 53.86 m | Alina Gerasimčuk                                                             | Russia             | Luglio 2011       | XI              | Trebisonda         |        |
| Eptathlon                      | 5913 p. | Saga Vanninen                                                                | Finlandia          | 24–25 July 2019   | XV              | Baku               | [ 10 ] |
| Eptathlon                      | \| 100 m hs (v.) \| Alto \| Peso \| 200 m (v.) \| Lungo (v.) \| Giavellotto \| 800 m \| \| -------------------------- \| ------ \| -------------- \| ---------------- \| ----------------- \| --------------- \| ------- \| \| 13"49 (+1,1 m/s) (76,2 cm) \| 1,71 m \| 14,13 m (4 kg) \| 24"94 (+0,3 m/s) \| 5,89 m (-0,1 m/s) \| 44,69 m (500 g) \| 2'27"38 \| |                                                                              |                    |                   |                 |                    |        |
| Marcia 5000 m (pista)          | 22:26.01 | Jekaterina Mirotvortseva                                                     | Estonia            | 26 July 2019      | XV              | Baku               | [ 11 ] |
| 4×100 m                        | 45.99 | ?                                                                            | Francia            | Luglio 1991       | I               | Bruxelles          |        |
| Staffetta svedese              | 2:06.13 | Bianca-Maria Tita Stefania Balint Maria Denisa Capota Alexandra Stefania Uță | Romania            | 29 luglio 2023    | XVII            | Maribor            |        |
| 100 m hs (v.)                  | Alto | Peso                                                                         | 200 m (v.)         | Lungo (v.)        | Giavellotto     | 800 m              |        |
| 13"49 (+1,1 m/s) (76,2 cm)     | 1,71 m | 14,13 m (4 kg)                                                               | 24"94 (+0,3 m/s)   | 5,89 m (-0,1 m/s) | 44,69 m (500 g) | 2'27"38            |        |